# Geological Society

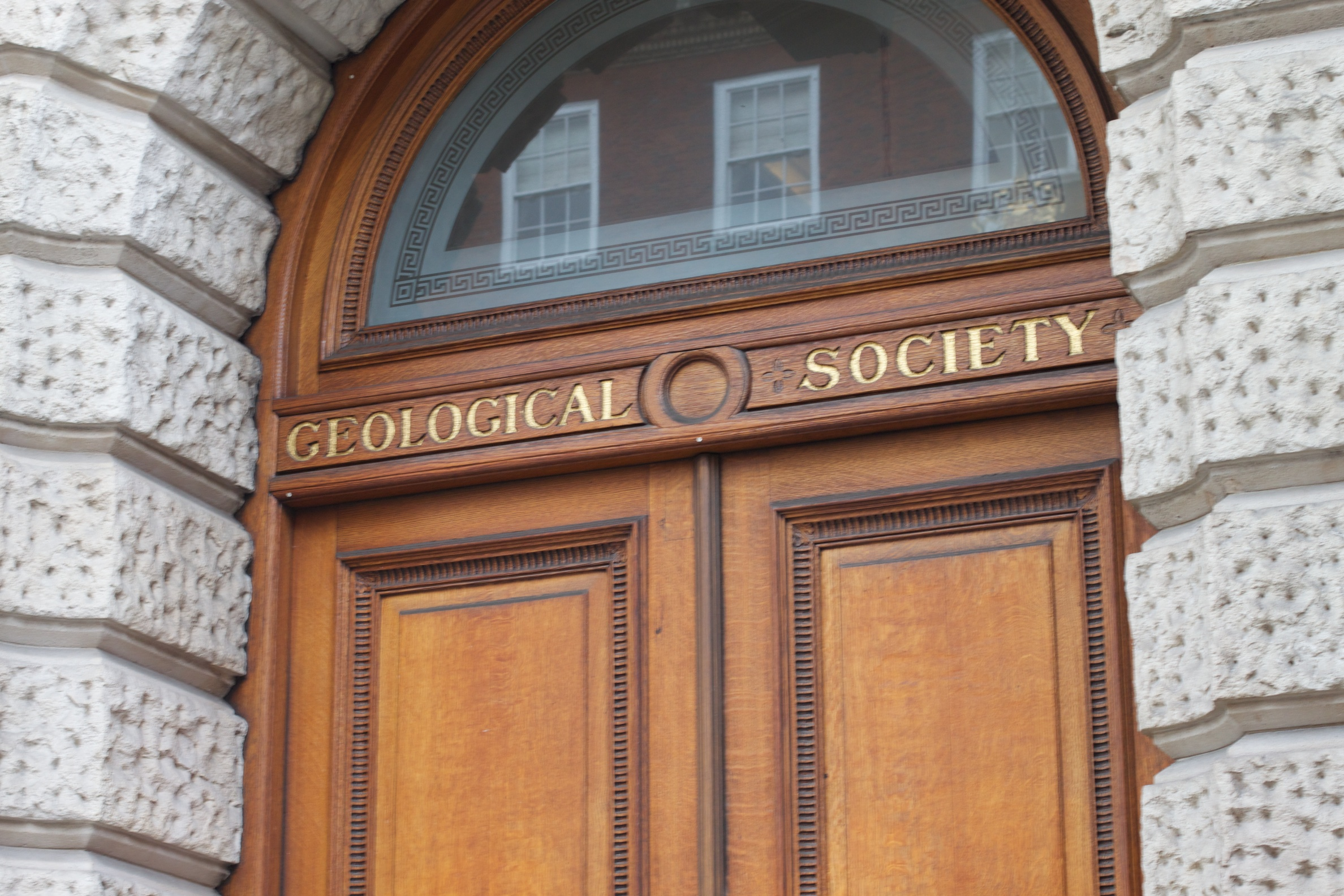
Geological Society of London

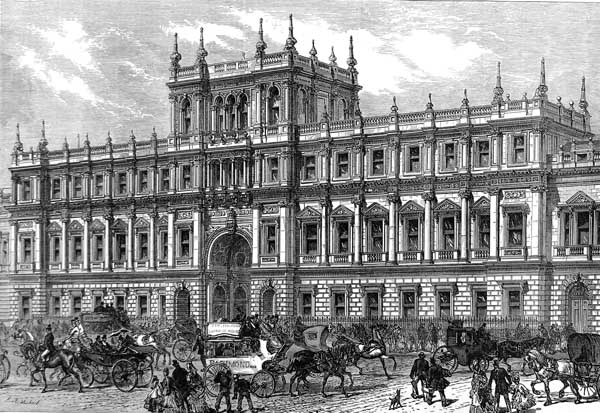
Piccadilly Burlington House, 1873

De Geological Society of London of kortweg de Geological Society is een academisch genootschap gevestigd in Londen. De vereniging heeft tot doel het bestuderen van de mineralogische structuur van de Aarde. Het is de oudste nationale geologische vereniging ter wereld met meer dan 9000 leden ("fellows", afgekort FGS - Fellow of the Geological Society).
De society werd in 1807 gesticht. Onder de stichters waren William Babington, Humphry Davy en George Bellas Greenough. Sinds 1825 mag de society het predicaat Royal dragen, daartoe verleende koning George IV toestemming.
Sinds 1831 verleent de society jaarlijks de Wollaston Medal, een wetenschapsprijs voor geologie. In 2006 is de medaille toegekend aan James Lovelock, bedenker van de Gaia-hypothese. In 2007 werd de prijs uitgereikt aan de evolutiebioloog en paleontoloog Andrew Knoll.
De society is sinds 1874 gevestigd in het Burlington House aan de Piccadilly nabij Piccadilly Circus.